# Glycosia borneensis
Glycosia borneensis är en skalbaggsart som beskrevs av Sakai 1995. Glycosia borneensis ingår i släktet Glycosia och familjen Cetoniidae. Inga underarter finns listade i Catalogue of Life.